# EINSA Falcata

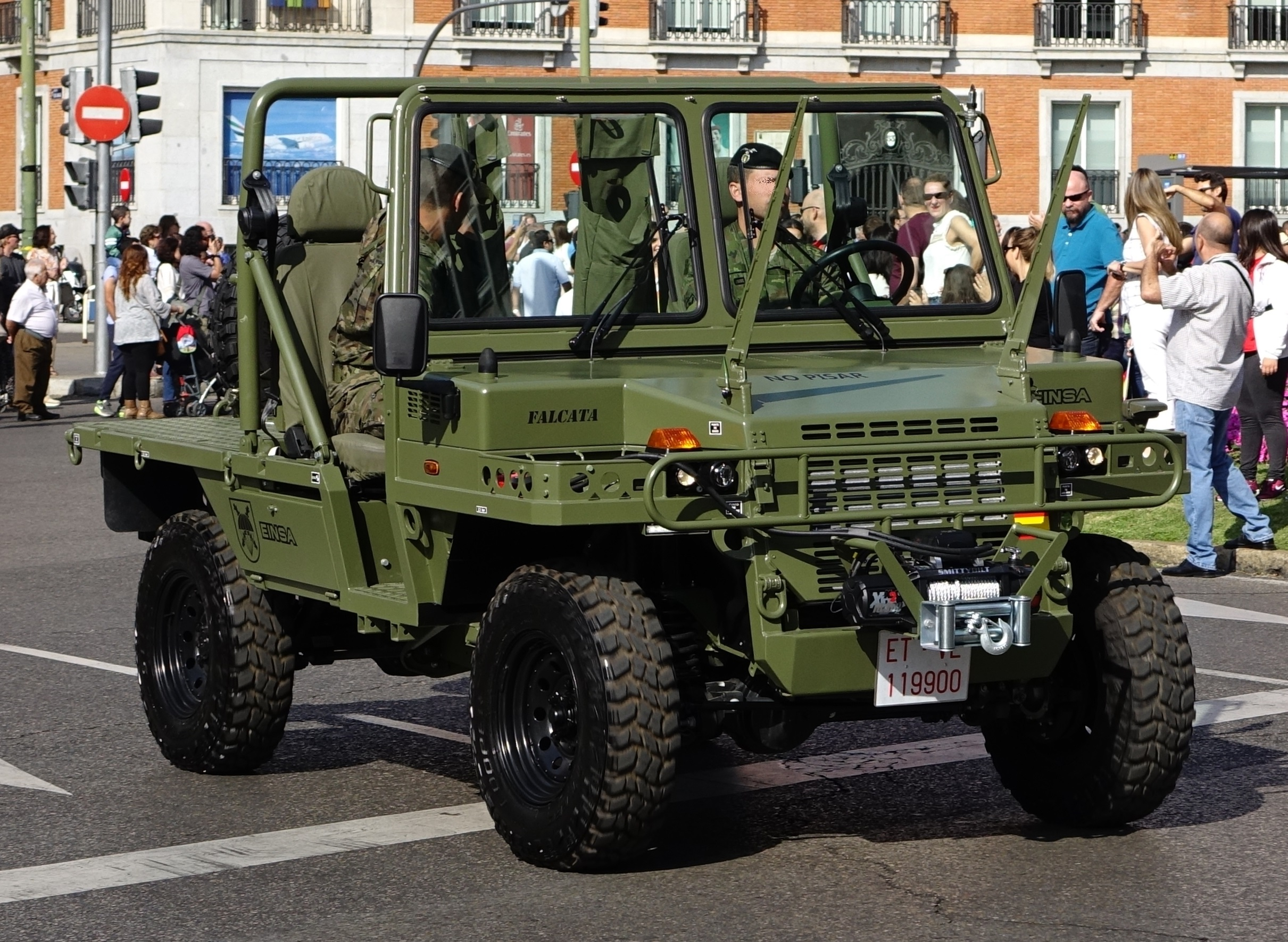
Falcata

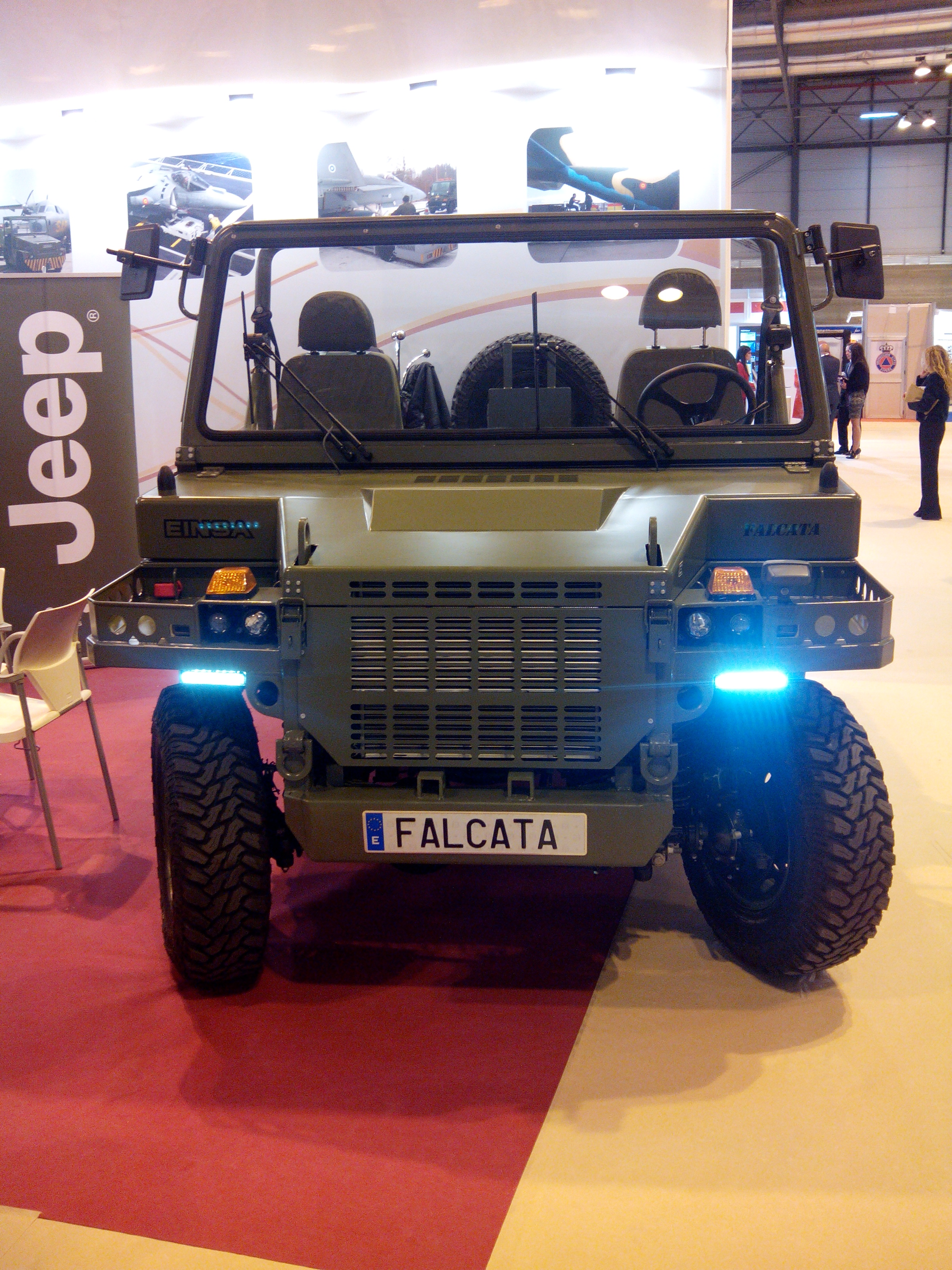

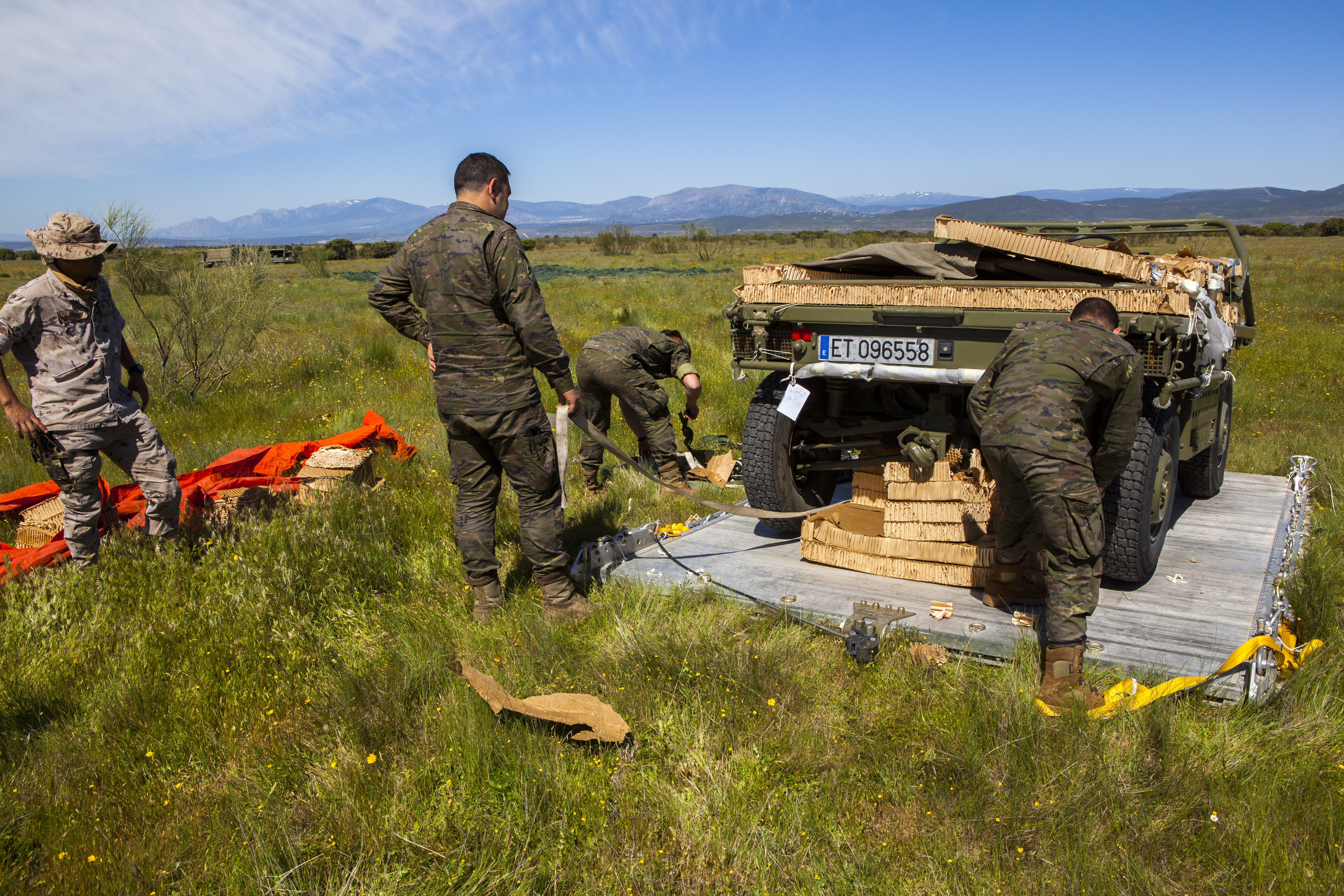
Quatripole Q-150D de la BRIPAC, predecessor del Falacata.

La Falcata es un todoterreno militar ligero de transporte táctico español sin blindaje, así como un tractor de artillería.

## Descripción
El Ejército de Tierra Español compró el vehículo militar "Falcata" (espada Celtibérica) también conocido por su designación de fábrica MM-1A Mk2, en servicio activo con la BRIPAC  (brigada de paracaidistas), porque el vehículo es transportable por aire y lanzable. Este vehículo también se denomina "mula mecánica", con referencia al M274 estadounidense.
Este vehículo puede transportar hasta 931 kg de carga o 4 hombres con su tripulación completa.

## Características técnicas
- Peso: hasta 931 kg de carga, más a remolque.
- Autonomía: 100 km

## Usuarios

### Militar
España30 vehículos lanzable desde el aire en C-130; transportable por aire en helicóptero Chinook (interior y exterior), Cougar o Super Puma (exterior), NH-90 (exterior e interior). Se pueden colocar 3 en CH-47 y 12 en C-130. Fue diseñado para uso logístico o como tractor de artillería usado por ejemplo para la L118 Light Gun  que remolques mientras transporta municiones o como portador de morteros y portador de misiles.

## Vehículos comparables
- M274
- Neton
- Polaris RZR
- Anexo:Materiales del Ejército de Tierra de España

- Datos: Q112031497